# Knut Wicksell
 Johan Gustaf Knut Wicksell (Estocolmo, Suecia 20 de diciembre de 1851 - Danderyd, Suecia, 3 de mayo de 1926) fue un economista sueco.

## Biografía
Wicksell nació en Estocolmo, Suecia, el 20 de diciembre de 1851. Quedó huérfano a una edad relativamente temprana: su madre murió cuando él tenía seis años y su padre, un empresario de mediano éxito, cuando tenía quince. La considerable fortuna familiar le permitió entrar a la Universidad de Upsala en 1869, donde estudió matemáticas y física. Obtuvo el primer grado en dos años, pero continuó estudiando hasta 1885, cuando obtuvo el Doctorado en Matemáticas. En 1887 recibió una beca para estudiar en el continente, donde asistió a las clases del economista Carl Menger, en Viena. Durante los años siguientes, sus intereses comenzaron a dirigirse hacia las ciencias sociales; en especial, hacia la economía.
Como profesor en Upsala, Wicksell había llamado la atención por sus opiniones sobre el trabajo. En una clase condenó el alcoholismo y la prostitución por alienantes, degradantes y empobrecedores. Aunque a veces fue señalado como socialista, su solución a esos problemas era decididamente malthusiana, al reclamar el control de la natalidad, propuesta que defendió toda su vida. Aunque se había dado a conocer por sus ideas incendiarias, su primer trabajo en economía, Valor, Capital y Renta, publicado en 1892, pasó inadvertido por mucho tiempo. En 1896 publicó Estudios en la teoría de las finanzas públicas, aplicando las ideas del marginalismo para apoyar los impuestos progresivos, los bienes públicos y otros aspectos de las políticas públicas, atrayendo mucho más interés.
Wicksell se casó civilmente con Anna Bugge en 1887, aunque le fue difícil mantener a su familia con sus trabajos parciales y sus publicaciones. En aquellos momentos, la economía se impartía en Suecia como parte de Derecho, y Wicksell sólo podía conseguir un puesto como profesor una vez que obtuviera una titulación en leyes. Volvió a la Universidad de Upsala, donde terminó la carrera de Derecho en dos años (estaba planificada para durar cuatro), accediendo entonces a una plaza de profesor asociado en dicha universidad. Al año siguiente, en 1900, se convirtió en profesor titular de la Universidad de Lund, donde desarrolló sus trabajos más influyentes.
Tras una clase en la que satirizó la Inmaculada Concepción, en 1908, pasó dos meses bajo arresto. Ocho años más tarde, en 1916, abandonó su puesto en Lund y tomó cargo de un puesto de asesor del gobierno para temas bancarios y financieros, en Estocolmo. Allí, Wicksell se asoció con otros de los futuros grandes economistas que formarían la Escuela de Estocolmo, como Bertil Ohlin y Gunnar Myrdal. También dio clases a Dag Hammarskjöld, futuro Secretario General de Naciones Unidas.
Wicksell murió a los 74 años mientras escribía una obra sobre la teoría del interés para un libro homenaje a Friedrich von Wieser. Elementos de sus propuestas de políticas públicas fueron tenidos muy en cuenta por el gobierno sueco, incluyendo su visión de un estado de bienestar limitado. Sus contribuciones a la economía fueron fundamentales para el desarrollo de la macroeconomía moderna.

## Contribuciones teóricas

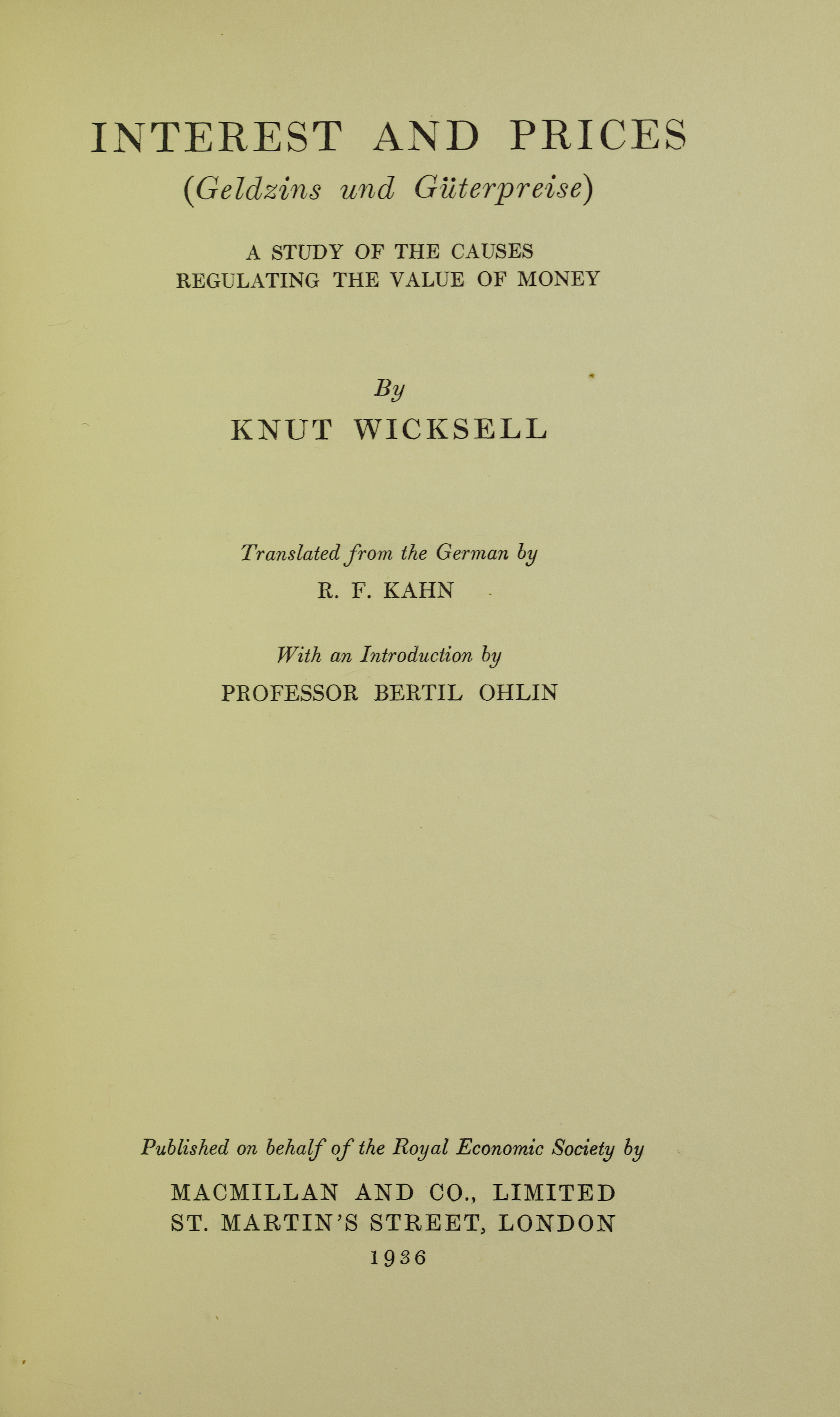
Geldzins und Güterpreise, 1936

Wicksell era seguidor de la teoría de Léon Walras (Escuela de Lausana), Eugen von Böhm-Bawerk (Escuela austriaca) y David Ricardo (Escuela clásica), y construyó una síntesis de las tres visiones teóricas de la economía. El trabajo de Wicksell de crear una teoría económica sintética le hizo ganar la reputación de "economista de economistas". Por ejemplo, aunque la teoría de la productividad marginal (la idea de que los pagos de los factores de producción tienden a igualarse a su productividad marginal) ya había sido propuesta por otros, como John Bates Clark, Wicksell presentó una demostración de dicho principio mucho más sencilla y robusta, y una gran parte de la actual visión de dicha teoría se basa en el modelo de Wicksell.

Ampliando la investigación de Ricardo de la distribución de los ingresos, Wicksell concluyó que la economía no estaba destinada a igualar la riqueza, tal y como habían predicho algunos predecesores de Wicksell. En lugar de ello, Wicksell afirmó que la riqueza generada por el crecimiento económico se distribuiría entre aquellos que poseían dicha riqueza previamente. De esto, y de las teorías del marginalismo, Wicksell defendió la intervención del gobierno para incrementar el bienestar social. Esto constituyó uno de los apoyos teóricos del Keynesianismo [cita requerida] .

La contribución más influyente de Wicksell fue su teoría del interés, publicada en su trabajo de 1898, Interés y Precios. Hizo una distinción clave entre la tasa de interés natural y la tasa de interés monetaria o bancaria. La tasa de interés bancaria, para Wicksell, era básicamente la tasa de interés del mercado de capitales; la tasa de interés natural era la tasa de interés neutral a los precios del mercado de bienes reales, o lo que es lo mismo, la tasa de interés a la que la oferta y la demanda se equilibraban en el mercado de bienes reales - por lo que, para determinarla, no era necesario la existencia de los mercados de capitales. 

Este llamado proceso de acumulación, implicaba que si la tasa de interés natural no era igual a la de mercado, la demanda de inversión y la cantidad de ahorro no se igualarían. Por ejemplo, si la tasa de interés de mercado monetario disminuye por debajo de la tasa natural, la demanda de dinero para  invertir  aumentará y los ahorros disminuirán, incrementando el consumo, todo lo que llevará a una expansión económica porque hay una expansión del crédito bancario. 

El proceso acumulativo fue la teoría más aceptada para la explicación de los ciclos económicos hasta la aparición de la Teoría General del Empleo, el Interés y el Dinero, de Keynes [cita requerida] . La teoría de Wicksell influiría fuertemente en las ideas de Keynes acerca del crecimiento económico y de las recesiones, y también la teoría de destrucción creativa, para la explicación de los  ciclos económicos, de Schumpeter.  Adicionalmente, la idea sería extendida por la escuela austríaca, que la utilizó para formalizar una teoría de los ciclos de negocios basada en los cambios de la política del banco central en la cantidad de dinero de la economía, lo que separaría la tasa de interés de intercambio, y por tanto un cambio en el crecimiento económico.

El principal rival intelectual de Wicksell fue el estadounidense Irving Fisher, que expuso una explicación de la teoría cuantitativa del dinero que se basaba casi exclusivamente en los precios de largo plazo. La teoría de Wicksell era considerablemente más complicada, empezando por la tasa de interés en un sistema de intercambio de la economía real. Aunque ambos economistas concluyeron de sus teorías que en la base de los ciclos económicos (y de las crisis) estaba la política monetaria del gobierno, su desacuerdo no fue resuelto, y fue heredado en los debates acerca de la política económica entre keynesianos y monetaristas que comenzarían medio siglo más tarde. Cabe aclarar, sin embargo, que las teorías de Wicksell no eran de ninguna manera keynesianas, e incluso eran opuestas en muchas ocasiones.